# Chhim Sothy
Chhim Sothy es un aclamado pintor y escultor camboyano, nacido el año 1969 en la provincia de Kandal.

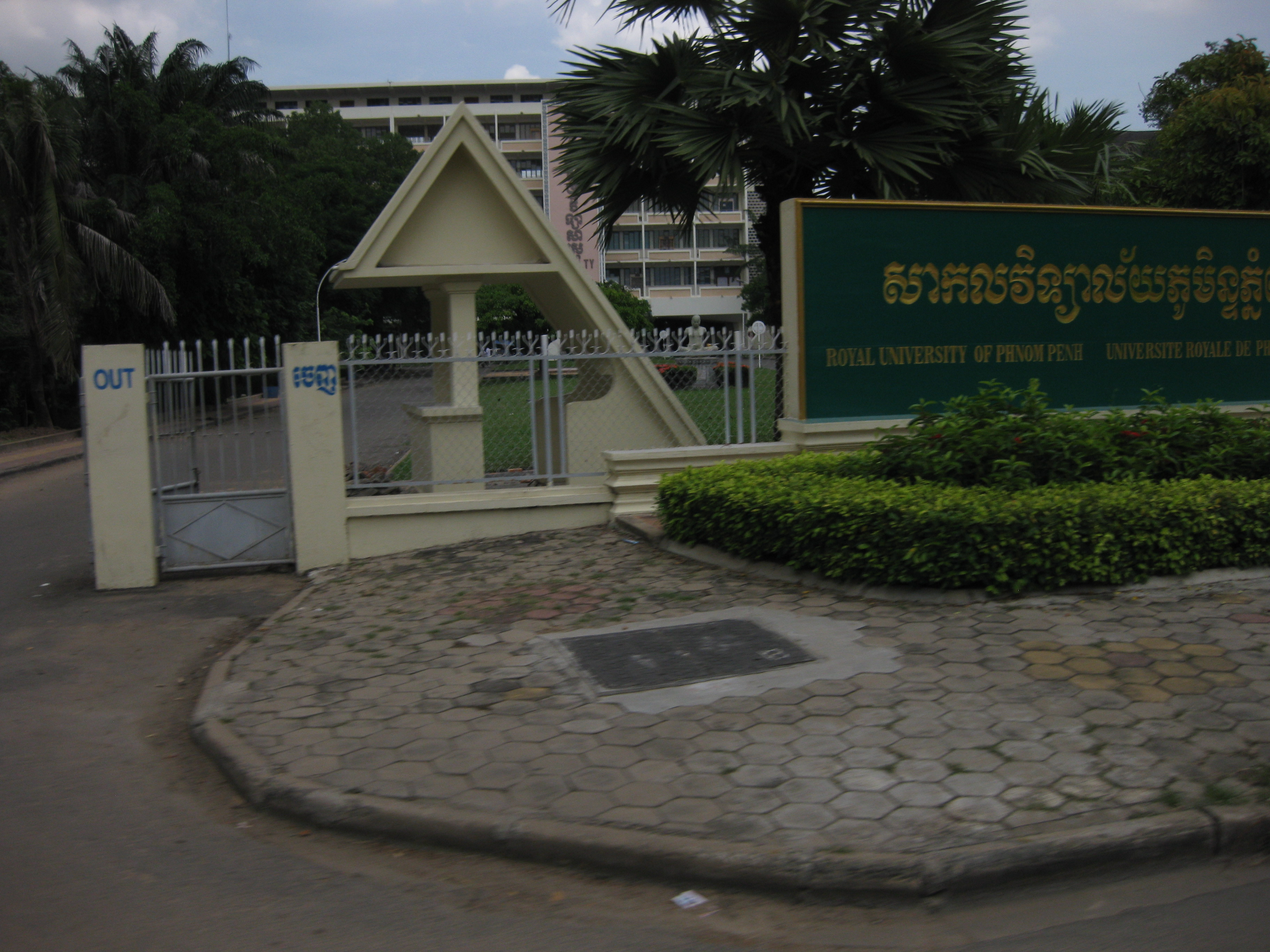
Entrada de la Real Universidad de Phnom Penh, donde Chhim Sothy estudió durante 10 años.

## Datos biográficos
Chhim Sothy nació el año 1969 en la Provincia de Kandal. Estudió a lo largo de diez años en la Real Universidad de Bellas Artes en la ciudad de Phnom Penh donde se formó en la pintura tradicional Jemer. Chhim Sothy ha expuesto sus obras en Camboya, Tailandia, Singapur, los  Estados Unidos y Francia donde su exposición en la localidad de Carcasona fue acogida con notable éxito.
Sus trabajos están caracterizados por la diversificación de estilos, en ocasiones con la apariencia de la pintura abstracta creada de forma gestual y espontánea, y al mismo tiempo pintura tradicional creada con habilidad y buen equilibrio. También incorpora en ocasiones personajes míticos con una explosión anacrónica de color. Ha sido citado diciendo

"Soy como un monje buscando Sabiduría"

## Exposiciones (selección)
- 2005: Victoria Hotels and Resorts,  Siem Reap, Camboya.
- 2004: Fealac Art Exhibit Guidelines en Manila, Filipinas.

Centro Cultural Francés de Phnom Penh, Camboya.
Galería La Maison du Chevalier, Carcasona, Francia.
Galería Ganesha, Phnom Penh, Camboya.
- 2003: "Visión de Futuro - Vision of Future", Galería Reyum, Phnom Penh, Camboya.[4]

Celebración del 60 aniversario de la Universidad de Silpakorn, Bangkok, Tailandia.
Hotel Raffles Le Royal International, Phnom Penh,Camboya.
- 2002: Providence College, Rhode Island, EE. UU..

Centro Cultural francés en la Ciudad de Siem Riep, Camboya.
Centro Cultural Nacional, Phnom Penh, Camboya.

## Premios
- 2004:  1.er premio de Pintura (Futuro de la Cultura), Phnom Penh, Camboya.
- 2003: 1.er premio de Pintura (Vida y Naturaleza), Ministerio de Cultura y Bellas Artes, Phnom Penh, Camboya.

2º premio de "Utopias, Sueño o Realidad", Centro Cultural francés, Phnom Penh, Camboya.
- 2000: 1.er premio de pintura tradicional por el Departamento de Artes plásticas y Oficios, Phnom Penh, Camboya.

Premios Asean Art, Singapur, Grupo Philip Morris